# Drei Magier Spiele
Drei Magier Spiele war ein kleiner deutscher Spieleverlag und ist seit 2008 eine Kinderspiel-Marke des Berliner Verlags Schmidt Spiele.

## Geschichte
Drei Magier Spiele wurde 1994 im fränkischen Uehlfeld von Kathi Kappler, Johann Rüttinger und Rolf Vogt gegründet. 2003 ging das Kleinunternehmen zunächst eine Vertriebskooperation mit dem Verlag Schmidt Spiele ein. 2008 ging Drei Magier komplett in den Schmidt Spielen auf; der Berliner Verlag übernahm alle Rechte und Pflichten, sodass der Name weiterlebte. Die Gründer wollten sich auf das weniger anstrengende Fach des Kinderbuch-Schreibens und -Gestaltens zurückziehen und gründeten kurze Zeit später den Kinderbuchverlag Drei Hasen in der Abendsonne, stiegen 2012 aber wieder in die Entwicklung von Kinderspielen ein.

## Auszeichnungen
Einige Spiele des Verlages erhielten Auszeichnungen: Venice Connection erhielt 1996 den Spiel-des-Jahres-Sonderpreis „Schönes Spiel“, Geistertreppe wurde 2004 Kinderspiel des Jahres. Nacht der Magier gewann 2006 den Deutschen Kinderspiele Preis und erhielt für die hohe Qualität der Spielregel die Essener Feder sowie 2007 den französischen As d'Or – Jeu de l'Année enfants. Das magische Labyrinth wurde 2009 Kinderspiel des Jahres. Mogel Motte gewann 2012 den Deutschen Kinderspiele Preis.
Der Verlag gab daneben auch Bücher über Spiele heraus.

## Spieleauswahl
- 1996: Venice Connection von Alex Randolph
- 1997: Ciao, ciao
- 1998: Xe Queo!
- 2000: Mau-Maus
- 2001: Rüsselbande von Alex Randolph
- 2001: Kugelgeister
- 2001: Die guten und die bösen Geister
- 2003: Geistertreppe (Kinderspiel des Jahres 2004)
- 2003: Auf Zack
- 2004: Kakerlakenpoker
- 2005: Nacht der Magier
- 2005: Gute Freunde
- 2007: Mäusekarussell
- 2007: Kakerlakensalat
- 2007: Die Sprache des Manitu
- 2008: Serendipity
- 2008 Kakerlakensuppe
- 2009: Das magische Labyrinth (Kinderspiel des Jahres 2009)
- 2009: Tarantel Tango
- 2009: Schweinebammel
- 2009: Geisterwäldchen
- 2009: Schatz der Kobolde
- 2009: Vampire der Nacht
- 2010: Die kleinen Zauberlehrlinge
- 2011: Geistermühle
- 2011: Der verflixte Zaubertrank
- 2011: Die Geheimnissvolle Sternschnuppe
- 2012: Spiegel-Spukschloss
- 2012: Mogel Motte
- 2012: Der verzauberte Turm (Kinderspiel des Jahres 2013)
- 2012: Kakerlakenpoker Royal
- 2012 Riesenrumpel
- 2013: Linus Der kleine Magier
- 2013: Die verzauberten Rumpelriesen
- 2013: Der geheimnisvolle Spiegel
- 2014: Kakerlakentanz
- 2014: GeisterEi
- 2014: Assel Schlamassel
- 2014: Der unendliche Fluss
- 2015: Särge Schubsen
- 2015: Die geheimnisvolle Drachenhöhle
- 2016: Burg Flatterstein
- 2016: Dodelido
- 2016: Die Kullerhexe
- 2017: Schummel Hummel
- 2017: Kakerlaken Duell
- 2018: Die verdrehte Spuknacht
- 2018: Der geheimnisvolle Zaubersee
- 2019: Räuber Raupe
- 2020: Biss 20
- 2020: Dodelido Extreme
- 2020: Wald der Lichter
- 2021: Plappergei
- 2021: Heuschrecken Poker
- 2022: Villa der Vampire
- 2023: Irrgarten der Magier
- 2023: Lecker Lava
- 2024: Henrys Hennen
- 2024: Quabbel

## Veröffentlichte Bücher (Auswahl)
- Erwin Glonnegger: Das Spiele-Buch: Brett- und Legespiele aus aller Welt; Herkunft, Regeln und Geschichte. Uehlfeld: Drei-Magier-Verlag, 1999. ISBN 3-9806792-0-9